# ロック (ダンス)
ロック (lock) は1970年代に誕生したストリートダンスで、名前のロック (lock) とは錠を意味し、激しい動きから突然静止しポーズを取る（ロックする）スタイルが特徴である。
ロッキング（locking）、ロッキン（lockin'）も同じ意味で、 ロック（ダンス）全体を示すことが多い。

## 歴史
ロックダンスを考案したのはアメリカ人のDon Campbell（ドン・キャンベル）である。Campbellock（キャンベルロック）とも呼ばれる。1969年、L.A.で、彼は当時流行していたダンス（Funky Chicken）を滑らかに行う事ができず、その代わりにロック（静止する）スタイルを生み出した。
また、ロックダンスの代表的な動きには観客に向かって指をさす（ポイント）があるが、これは彼が観客から笑われたため、指をさしたのが始まりである。このように、ロックダンスには何気ない動きを取り入れた物が多く存在する。
1970年代に入ってから、彼はThe Lockers（ザ・ロッカーズ）というダンスチームを結成する。The Lockersは「Saturday Night Live（サタデー・ナイト・ライブ）」に出演し、1972年にはTV番組「Soul Train」に起用され、一躍有名になった。

## 主な動き
ロックダンスには、主に以下のような動きが使われる。
- TWIRL [トゥエル]

手首を巻き上げる動き。ロックダンスの基本中の基本。
- LOCK [ロック]

ロックダンスのロックとはこの動きから来ている。腕を身体の前で停止させる動き。ロックダンスの基本中の基本
- POINT [ポイント]

指を差す動き。ロックダンスの基本中の基本。
- PACING [ペイシング]

横にパンチを打つような動き。振り付けなどとは別に、リズムを取るためにも使われる。日本ではDRUM [ドラム]とも呼ばれる。
- FIVE [ファイブ]

CLAP [クラップ]ともいう。相手をたたえて手を叩きあう動きから。自分で叩く動きはSELF FIVE [セルフファイブ]という。
- SCOOBIE DO [スクービードゥー]

片方の足でキックし、エンカウントでもう片方の足を上げ着地するステップ。由来はアニメ『スクービー・ドゥー』より。
- KICK WALK [キックウォーク]

別名PIMP WALK [ピンプウォーク]。一歩目で蹴って二歩目で膝を開くステップ。由来はPIMP（ポン引き）の歩き方から。